# Gerd Rosenkranz

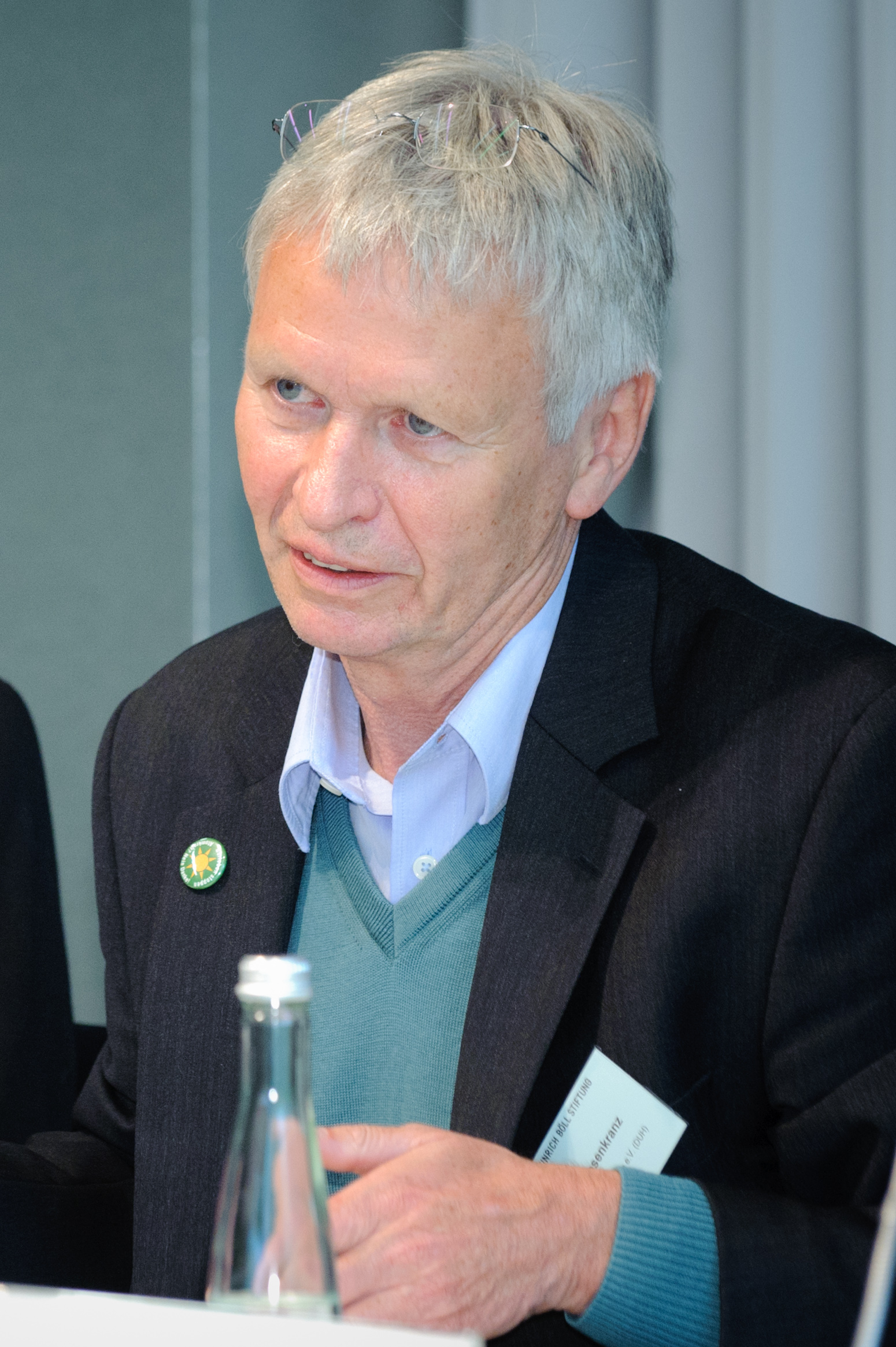
Gerd Rosenkranz (2011)

Gerd Rosenkranz (* 6. Juli 1950 in Lüdenscheid) ist ein deutscher Journalist und Autor, der sich auf das Thema Energie spezialisiert hat.

## Werdegang
Gerd Rosenkranz wuchs in Meinerzhagen auf. Nach seinem Abitur am dortigen Gymnasium und dem Studium der Metallkunde war er Ende der 1970er Jahre am Max-Planck-Institut für Metallforschung in Stuttgart tätig und wurde 1979 an der Universität Stuttgart promoviert. Danach studierte er Kommunikationswissenschaften und Journalistik an der Universität Hohenheim. Von 1988 bis 1992 war er Redakteur der tageszeitung (unter anderem mit dem Schwerpunkt RAF) und arbeitete danach als freier Journalist u. a. für die taz, die Süddeutsche Zeitung, die Frankfurter Rundschau, Die Woche, Die Zeit und den Spiegel.
Von 1999 bis 2004 war er festangestellter Redakteur im Hauptstadtbüro des Spiegel. Der Arbeitsvertrag wurde im beiderseitigen Einvernehmen gelöst, nachdem es Auseinandersetzungen über die Stellung des Blattes zu den Erneuerbaren Energien gegeben hatte. Unter anderem hatte Stefan Aust eine Titelgeschichte von Rosenkranz und Harald Schumann über Windenergie gekippt.
Von Oktober 2004 bis Dezember 2013 war Rosenkranz Leiter Politik und Presse der Deutschen Umwelthilfe e. V. in Berlin. Bis zu seinem Ruhestand war er Leiter Grundsatzfragen bei Agora Energiewende.

## Veröffentlichungen
- Das Verhalten metallischer Faserverbundwerkstoffe bei Wechselverformung am Beispiel von stahlfaserverstärktem Kupfer und Silber. Dissertation. Universität Stuttgart, 1979
- mit Irene Meichsner & Manfred Kriener: Die neue Offensive der Atomwirtschaft. Treibhauseffekt, Sicherheitsdiskussion, Markt im Osten. Beck, München 1992, ISBN 3-406-34085-7
- Energie. Rowohlt, Reinbek 1995, ISBN 3-499-16363-2
- Mythos Atomkraft. Über die Risiken und Aussichten der Atomenergie. Heinrich-Böll-Stiftung, Berlin 2006, ISBN 3-927760-60-9 (PDF; 185 kB)
- Mythen der Atomkraft. Wie uns die Energielobby hinters Licht führt. Oekom, München 2010, ISBN 978-3-86581-198-1